# Phyllorhiza punctata
Phyllorhiza punctata là một loài sứa, còn được gọi là Floating Bell, sứa đốm Úc hoặc sứa đốm trắng. Nó có nguồn gốc ở Tây Thái Bình Dương từ Úc đến Nhật Bản, nhưng đã được du nhập rộng rãi ở những nơi khác. Chúng ăn chủ yếu là động vật phù du. P. punctata có đường kính mũ sứa trung bình 45–50 cm (18–20 in) nhưng vào tháng 10 năm 2007, một cá thể có mũ sứa 72 cm (28 in), có lẽ là cá thể lớn nhất từng được ghi nhận, đã được tìm thấy trên bãi biển Sunset, Bắc Carolina.